# Hans Munk (jurist)
Hans Munk, född 1834, död 1864, var en norsk jurist och publicist. Han var sonson till läkaren Hans Munk.
Munk blev juris kandidat 1856 och redigerade (tillsammans med Peter Olrog Schjøtt) veckobladet Fra Udlandet 1861–1862. Han deltog i utgivandet av den stora Schmidt-Mejlænderska lagsamlingen (band V och VI) och planlade det förtjänstfulla verket Storthingsefterretninger 1814–1833, som efter hans död utkom på offentligt föranstaltande.